# Gran Teatro de Cáceres
El Gran Teatro de Cáceres és un teatre al carrer de San Antón s/n, de Càceres (Extremadura). És un teatre a la italiana, amb un aforament de 543 butaques. S'hi desenrotlla anualment el Festival de Teatro Clásico de Cáceres.